# Oroplexia luteifrons
Oroplexia luteifrons là một loài bướm đêm trong họ Noctuidae.